# Tano (Kōchi)
Pour les articles homonymes, voir Tano (homonymie).
Tano (田野町, Tano-chō) est un bourg du district d'Aki, dans la préfecture de Kōchi au Japon.
Au 1er mai 2015, la population s'élevait à 2 714 habitants répartis sur une superficie de 6,53 km2.